# Daryl Stuermer
Daryl Mark Stuermer, född 27 november 1952 i Milwaukee, Wisconsin, är en amerikansk musiker (gitarrist) som bland annat spelat med den brittiska rockgruppen Genesis.
Stuermer spelade basgitarr och gitarr under Genesis liveframträdanden med början 1977, då han ersatte Steve Hackett. Han var dock aldrig ordinarie medlem i gruppen. Han har senare även spelat med Phil Collins under stora delar av dennes solokarriär, såväl live som i studio. Därtill har han släppt flera soloalbum.

## Diskografi (urval)
Soloalbum
- 1988 – Steppin' Out
- 1998 – Live & Learn
- 2000 – Another Side of Genesis
- 2001 – Waiting in the Wings
- 2003 – Sweetbottom Live the Reunion
- 2004 – Retrofit [1]
- 2005 – The Nylon String Sampler
- 2006 – Rewired – The Electric Collection
- 2007 – GO!

Album med Jean-Luc Ponty
- 1975 – Aurora
- 1976 – Imaginary Voyage
- 1977 – Enigmatic Ocean
- 1980 – Civilized Evil

Album med Phil Collins
- 1981 – Face Value
- 1982 – Hello, I Must Be Going!
- 1985 – No Jacket Required
- 1989 – ...But Seriously
- 1990 – Serious Hits... Live!
- 1996 – Dance into the Light
- 1998 – A Hot Night in Paris
- 1998 – ...Hits
- 2002 – Testify
- 2004 – The First Final Farewell Tour
- 2010 – Phil Collins: Roseland Ballroom

Album med Genesis
- 1982 – Three Sides Live
- 1992 – Genesis Live-The Way We Walk Vol 1
- 1993 – Genesis Live-The Way We Walk Vol 2
- 2007 – Live Over Europe 2007

Album med Anni-Frid Lyngstad
- 1982 – Something's Going On [5]

Album med Tony Banks
- 1983 – The Fugitive
- 1991 – Still
- 1995 – Strictly Inc